# Acanthoscurria rhodothele
Acanthoscurria rhodothele es una especie de araña que pertenece a la familia Theraphosidae (tarántulas).

## Fuente
- Esta obra contiene una traducción  derivada de «Acanthoscurria rhodothele» de Wikipedia en portugués, publicada por sus editores bajo la Licencia de documentación libre de GNU y la Licencia Creative Commons Atribución-CompartirIgual 4.0 Internacional.
- Platnick, Norman I. (2009): El catálogo de las arañas del mundo, versión 10.0. American Museum of Natural History.

- Datos: Q1646414
- Especies: Acanthoscurria rhodothele